# 中国名泉
天下名泉為中國唐朝復州竟陵人陸羽根據其數十年的品泉經驗所品定的二十品名泉。陸羽品鑒天下名泉，對中國茶文化的一大貢獻，對後世茶事活動產生很大影響。因為后人多有修改，天下名泉就出现了很多并列的排名。
天下第一泉：
- 玉泉，北京玉泉山玉泉，为清代乾隆帝御封；
- 谷帘泉，庐山康王谷谷帘泉，为唐代茶圣陆羽品定；
- 中泠泉，镇江金山寺中泠泉，为唐代刘伯刍品定；
- 趵突泉，济南趵突泉，品定年代仍有争议，但清乾隆帝曾为之亲提“第一泉”立于泉边。

天下第二泉：
- 石泉，无锡惠山寺石泉水，名曲《二泉映月》就说的是惠山石泉。

天下第三泉：
- 杭州虎跑泉；
- 杭州龙井泉；
- 苏州虎丘寺石泉水，此前被陆羽品定为天下第五泉，后为刘伯刍品定第三泉，并以此名传世；
- 济南珍珠泉。

天下第四泉：
- 扇子山蛤蟆石泉；
- 上饶广教寺陆羽泉。

天下第五泉：
- 扬州大明寺泉水。

天下第六泉：
- 庐山观音桥畔的招隐泉。

天下第七泉：
- 怀远县白乳泉。

天下第八泉：
- 南昌西山梅岭洪崖丹井。

天下第九佳水：
- 柏岩县淮水源。

天下第十泉：
- 庐山龙池山顶水。

天下第十四佳水
- 玉虚洞下香溪水。

天下第十五佳水
- 商州武关西洛水。

天下第十七佳水
- 天台山西南峰千丈瀑水。

天下第十八名泉
- 郴州园泉，为陆羽与李季卿共同品定。

天下第十九佳水
- 桐庐严陵滩水。

天下第二十佳水
- 雪水。